# Worthington Hills
Worthington Hills – miasto w Stanach Zjednoczonych, w stanie Kentucky, w hrabstwie Jefferson.